# 奇斯勒烏鄉

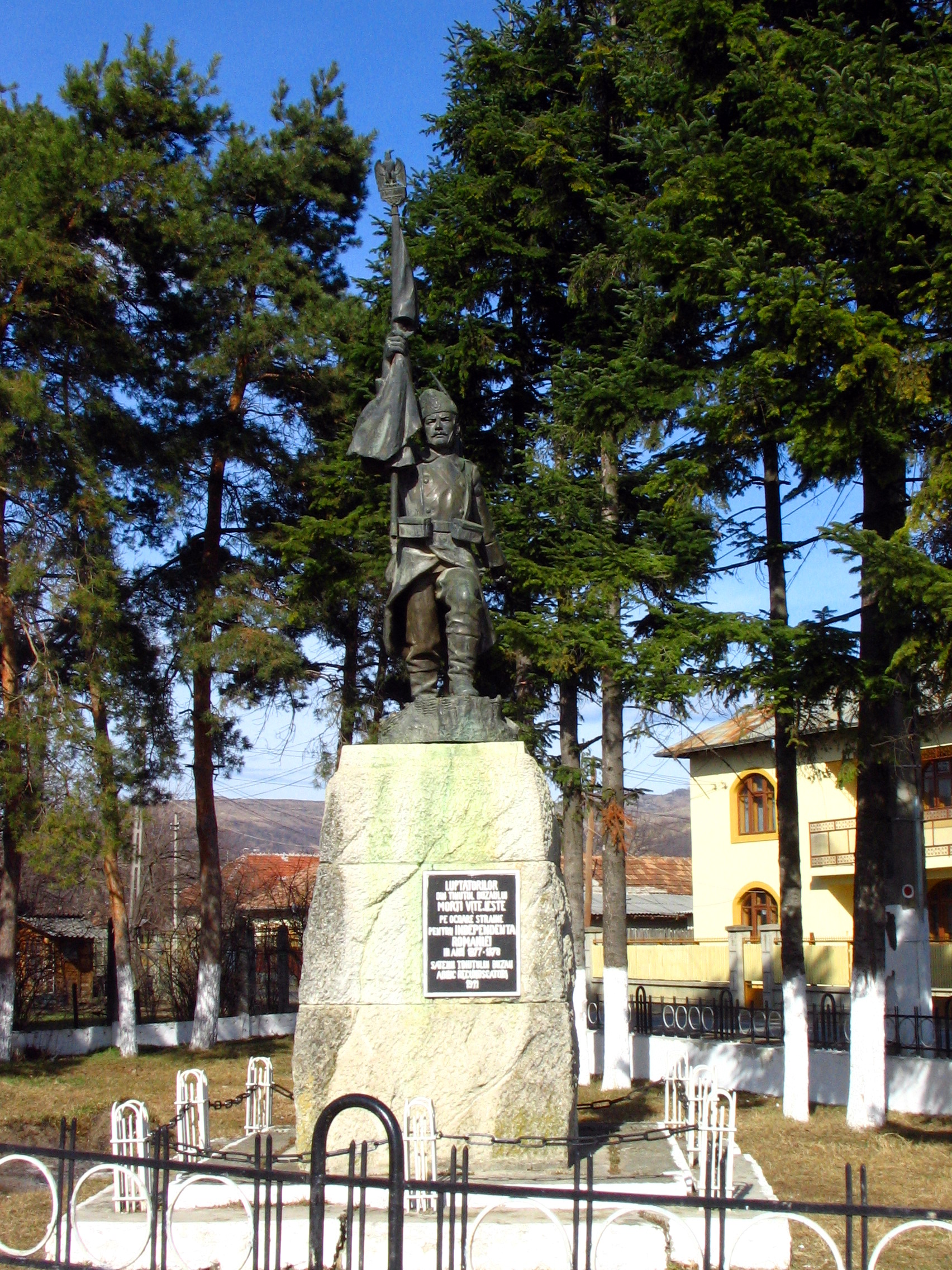

45°15′N 26°22′E / 45.250°N 26.367°E
奇斯勒烏鄉（羅馬尼亞語：Comuna Cislău, Buzău），是羅馬尼亞的鄉份，位於該國東南部，由布澤烏縣負責管轄，面積61平方公里，海拔高度365米，2007年人口5,131，人口密度每平方公里84人。